# Under Defeat
Az Under Defeat (アンダーディフィート; Andaa Difíto) egy shoot 'em up videójáték a G.rev fejlesztőstúdiótól. 2005-ben jelent meg Sega NAOMI játéktermi rendszerre, majd 2006-ban Sega Dreamcast játékkonzolra.
A játék egy alternatív valóságban játszódik a második világháború idején, a játékos pedig német ajkú  szereplőket irányít (a „Birodalom” katonáit) - akiknek egyenruháik a náci SS katonák viseletéhez hasonlatos - az angol nyelven beszélő ellenségekkel megküzdve, kiknek fegyverei a valódi Szövetségesekéhez és Tengelyhatalmakéhoz hasonlatosak. A játék a Dreamcast életciklusának legvégén jelent meg, de ennek ellenére nagyobb sikert ért el mint amire a készítői számítottak.
A játékos egy helikoptert irányíthat, amit a Zero Gunner 2-ben látható mechanizmushoz hasonlatosan, ám annál korlátozottabb mértékben lehet forgatni. A játékmenet javarészt nagyon tradicionális és erősen hasonlatos a régebbi Toaplan játékokéhoz, főképp a Twin Cobra-hoz. A játék háromdimenziós grafikát és egy kissé döntött kameraállást alkalmaz, ezzel nagyobb mélységet adva a játéknak mint a műfaj legtöbb játéka.

## Játékmenet
Az Under Defeat játékmenete mind designban mind kivitelezésben meglehetősen egyszerű, de a játékos számos stratégiát alkalmazhat.
A játékos helikoptere nyolc irányba képes mozogni.
Az R gomb lenyomásával a játékos négy felbontás közül választhat, közülük az egyik kilencven fokban elforgatja a képet, ezzel az egész képernyőt a pálya tölti be, nincs a két oldalon „háttérkép” ami a képernyő felét foglalja el.

## Verziók
Az Under Defeat-ből összesen négy változat jelent meg: egy NAOMI-ra és három Dreamcastra. A sima kiadáshoz a játékot, a limitált kiadáshoz a játékot és egy az annak zenéit tartalmazó lemezt, míg a Sega Direct kiadáshoz ezeken felül egy posztert és egy matricát csomagoltak.

## Zene
A játék zenéjét Hoszoe Sindzsi komponálta. Ez 2006. január 13-án jelent meg. A Dreamcast verzió limitált kiadáshoz is csomagoltak egy zenei lemezt.
| UNDER DEFEAT -SoundTracks- | UNDER DEFEAT -SoundTracks-      | UNDER DEFEAT -SoundTracks- | UNDER DEFEAT -SoundTracks- | UNDER DEFEAT -SoundTracks- | UNDER DEFEAT -SoundTracks- | UNDER DEFEAT -SoundTracks- | UNDER DEFEAT -SoundTracks- | UNDER DEFEAT -SoundTracks- | UNDER DEFEAT -SoundTracks- |
|                            | Cím                             | Hossz                      |                            |                            |                            |                            |                            |                            |                            |
| -------------------------- | ------------------------------- | -------------------------- | -------------------------- | -------------------------- | -------------------------- | -------------------------- | -------------------------- | -------------------------- | -------------------------- |
| 1.                         | Dispatch preparations (select)  | 0:59                       |                            |                            |                            |                            |                            |                            |                            |
| 2.                         | Can't come back? (stage1)       | 3:48                       |                            |                            |                            |                            |                            |                            |                            |
| 3.                         | Death valley (boss1)            | 1:32                       |                            |                            |                            |                            |                            |                            |                            |
| 4.                         | Toward a mistake (stage2)       | 5:33                       |                            |                            |                            |                            |                            |                            |                            |
| 5.                         | blue wall (boss2)               | 2:01                       |                            |                            |                            |                            |                            |                            |                            |
| 6.                         | way back that was shut (stage3) | 3:10                       |                            |                            |                            |                            |                            |                            |                            |
| 7.                         | farthest wasteland (boss3)      | 1:23                       |                            |                            |                            |                            |                            |                            |                            |
| 8.                         | Rest of the shade (result)      | 0:49                       |                            |                            |                            |                            |                            |                            |                            |
| 9.                         | storm of fine weather (stage4)  | 4:25                       |                            |                            |                            |                            |                            |                            |                            |
| 10.                        | distance of jet black (boss4)   | 1:48                       |                            |                            |                            |                            |                            |                            |                            |
| 11.                        | tears which died (stage5)       | 3:57                       |                            |                            |                            |                            |                            |                            |                            |
| 12.                        | huge dead end (boss5)           | 2:28                       |                            |                            |                            |                            |                            |                            |                            |
| 13.                        | To the far-off sky (ending)     | 1:21                       |                            |                            |                            |                            |                            |                            |                            |
| 14.                        | disappears (gameover)           | 0:13                       |                            |                            |                            |                            |                            |                            |                            |
| 15.                        | delusion that lived (unused)    | 1:08                       |                            |                            |                            |                            |                            |                            |                            |
| 34:35                      |                                 |                            |                            |                            |                            |                            |                            |                            |                            |

| Under Defeat -Extended Tracks- | Under Defeat -Extended Tracks- | Under Defeat -Extended Tracks- | Under Defeat -Extended Tracks- | Under Defeat -Extended Tracks- | Under Defeat -Extended Tracks- | Under Defeat -Extended Tracks- | Under Defeat -Extended Tracks- | Under Defeat -Extended Tracks- | Under Defeat -Extended Tracks- |
|                                | Cím                            | Hossz                          |                                |                                |                                |                                |                                |                                |                                |
| ------------------------------ | ------------------------------ | ------------------------------ | ------------------------------ | ------------------------------ | ------------------------------ | ------------------------------ | ------------------------------ | ------------------------------ | ------------------------------ |
| 1.                             | Can't come back                | 5:17                           |                                |                                |                                |                                |                                |                                |                                |
| 2.                             | Toward a mistake               | 5:08                           |                                |                                |                                |                                |                                |                                |                                |
| 3.                             | Way back that was shut         | 4:35                           |                                |                                |                                |                                |                                |                                |                                |
| 4.                             | Storm of fine weather          | 5:44                           |                                |                                |                                |                                |                                |                                |                                |
| 5.                             | tears which died               | 6:07                           |                                |                                |                                |                                |                                |                                |                                |
| 6.                             | Can't come back (Arrange)      | 3:51                           |                                |                                |                                |                                |                                |                                |                                |
| 7.                             | Toward a mistake (Arrange)     | 3:42                           |                                |                                |                                |                                |                                |                                |                                |
| 8.                             | Under Defeat medley mix        | 3:32                           |                                |                                |                                |                                |                                |                                |                                |
| 9.                             | Tears which died (Arrange)     | 4:19                           |                                |                                |                                |                                |                                |                                |                                |
| 10.                            | huge dead end (Arrange)        | 4:14                           |                                |                                |                                |                                |                                |                                |                                |
| 11.                            | To the far off sky (Arrange)   | 4:55                           |                                |                                |                                |                                |                                |                                |                                |
| 51:24                          |                                |                                |                                |                                |                                |                                |                                |                                |                                |

## Az utolsó Dreamcast játék
A játék megjelenésekor mind annak weboldalán, mind a csomagoláson az utolsó Dreamcast játéknak nyilvánították, azonban ez nem bizonyult igaznak mivel hivatalosan még két játék is megjelent Dreamcastra, viszont mindkettő shoot 'em up. Az első a Warashi Triggerheart Exelicája, ami 2007. február 22-én jelent meg. A második a Milestone, a Radilgy és a Chaos Field fejlesztői által készített Karous, ami 2007. március 8-án jelent meg.

## Fogadtatás
Az 576 Konzol 8 pontra értékelte a játékot a maximális 10-ből. Szerintük az Under Defeat látványosabb mint addig bármely a témában megjelent játék bármely platformra.